# Ariego de Abajo
Ariego de Abajo es una localidad de la Comarca de Omaña, provincia de León (España). Está ubicado en el camino vecinal (CV-128-8), a 2 km de Riello (Capital del Municipio) y a 45 km de 
çla ciudad de León.
Este pueblo, como otros muchos de la comarca de Omaña está despoblado.
Contaba con 1 habitante permanente, el 16/12/2014 fallece a los 91 años de edad. Se trataba del pedáneo  más anciano. José Rodríguez Valcarce -Pepe- era el único habitante de Ariego de Abajo en invierno, y organizaba 'calechos' en su casa, que siempre mantenía las puertas abiertas a la cultura. Aunque algunas familias han rehabilitado sus casas y es frecuente encontrar unos pocos visitantes durante los fines de semana y las vacaciones de verano.
Editado 2025:  El pueblo tiene 2 habitantes durante todo el año, desde que murió Pepe. La antigua casona, se puede visitar pidiendo permiso a los familiares que viven al lado.
- Datos: Q5703997